# Anne Queffélec
Anne Queffélec (Parijs, 17 januari 1948) is een Frans klassiek geschoold pianiste.
Queffélec kreeg een opvoeding in de private school Cours Hattemer. Daarbij speelde ze van haar vijf jaar piano. In 1964 werd ze toegelaten tot het Conservatoire national supérieur de musique et de danse de Paris. In 1965 behaalde ze er een eerste prijs piano, in 1966 een eerste prijs kamermuziek. Ze gaat zich vervolmaken in Wenen bij Alfred Brendel, Paul Badura-Skoda en Jörg Demus. In 1968 behaalde ze een eerste prijs bij een internationale muziekwedstrijd in München. Ze werd ook laureaat van de Leeds International Pianoforte Competition in 1969 en speelde nadien onder meer op de Proms in de Londense Royal Albert Hall en La Folle Journée in Nantes. In 1990 werd ze de laureaat in Frankrijk van de Victoire de la « Meilleure interprète de musique classique ». In 2003 bracht ze op het Festival de La Roque-d'Anthéron in La Roque-d'Anthéron de integrale 19 pianosonates van Mozart, wat rechtstreeks werd uitgezonden door France Musique.
Ze groeide uit tot een bekend solist piano op concerten, maar is ook gekend van haar samenspel bij kamermuziek met collega's als Catherine Collard, Pierre Amoyal, Fréderic Lodéon en Imogen Cooper. Ze speelde met het London Symphony Orchestra en de London Philharmonic, het Philharmonia Orchestra, het NHK-symfonieorkest van Tokio, het Kanazawa Ensemble, de BBC Symphony, de Academy of St. Martin in the Fields, de kamerorkesten van Polen en Lausanne, het Orchestre National de France, het Kremerata Baltica en de filharmonische orkesten van Hongkong en Praag en het Orchestre Philharmonique de Radio France.
Tot haar repertoire hoort werk van Scarlatti over Satie tot Henri Dutilleux. Ze voelt zich evenwel het meest aangetrokken tot het oeuvre van Haydn, Schubert en Mozart van welke laatste ze met Neville Marriner als dirigent enkele fragmenten inspeelde voor de soundtrack van de film Amadeus van Miloš Forman uit 1984.
Anne Queffélec was al meermaals jurylid voor de Koningin Elisabethwedstrijd in de jaren van de pianisten, met name in 2007, 2010, 2013 en 2016.
Queffélec haar anderhalf jaar jongere broer, de Franse schrijver Yann Queffélec (Prix Goncourt 1985), was eerst ook gehuwd met een bekende pianiste, Brigitte Engerer. Een andere broer, Hervé Queffélec, is wiskundige en hoogleraar. Ze waren alle drie kinderen van de Franse schrijver Henri Queffélec. Haar eigen zoon Gaspard Dehaene is eveneens een pianist.
- Bibsys: 38176
- Bibliothèque nationale de France: cb13898739q (data)
- CiNii: DA10834730
- Gemeinsame Normdatei: 131405357
- International Standard Name Identifier: 0000 0001 1489 5093
- Library of Congress Control Number: n81139247
- MusicBrainz: b49797fb-7cc9-4eae-ad94-3872818ed281
- Nationale Bibliotheek van Tsjechië: xx0155282
- Nationale bibliotheek van Australië: 35664980
- Nationale Bibliotheek van Israël: 987007331536305171
- Nationale en Universitaire bibliotheek Zagreb: 000593129
- Nederlandse Thesaurus van Auteursnamen: 107898497
- Réseau des bibliothèques de Suisse occidentale: 02-A003720202
- SNAC: w6bz7j53
- Système universitaire de documentation: 08304891X
- Virtual International Authority File: 30669671
- WorldCat: E39PBJdcvpGFKQKcMmVJjWvT73